# Julio Macias
Julio Arturo Macias Adame (Ciudad de México; 20 de marzo de 1990), más conocido como Julio Macías, es un actor mexicano que saltó a la fama interpretando a Oscar "Spooky" Díaz en On My Block de Netflix . También tuvo pequeños papeles en series de televisión tales como Jane the Virgin y Game Shakers . Julio Macías fue elegido para interpretar a Pete Astudillo en la próxima serie de Netflix, Selena: la serie  que se estrenó en Netflix en diciembre de 2020.

## Primeros años
Macías nació en la Ciudad de México, México, el 20 de marzo de 1990. Cuando era niño, su familia se mudó a los Estados Unidos, lo que llevó a Macías a intentar asimilarse a su cultura.

## Filmografía

### Televisión
| Año       | Título                           | Papel               | Notas                    |
| --------- | -------------------------------- | ------------------- | ------------------------ |
| 2016      | Game Shakers                     | Canz                | Temporada 1, Episodio 18 |
| 2016      | Por Sofia                        | Luis                |                          |
| 2016      | SinVergüenzas                    | Billetin            |                          |
| 2018      | Jane the Virgin                  | Estudiante          | Temporada 4, Episodio 13 |
| 2018-2021 | On My Block                      | Oscar "Spooky" Diaz | Rol principal            |
| 2019      | S.W.A.T.                         | Hector              | Temporada 2, Episodio 15 |
| 2020-21   | Selena: la serie                 | Pete Astudillo      |                          |
| 2022-2023 | The Rookie (serie de televisión) | Damian Lopez        | Temporada 5, Episodio 5  |